# Rudy Cloet
Rudy Cloet (Oostende, 1955) is een Belgisch drummer die deel uitmaakte van Tjens Couter en T.C. Matic. Nadat de laatste band ter ziele ging in 1986 speelde Cloet nog jarenlang in de band van Arno Hintjens.